# Clube Atlético Matogrossense
Maillots
Le Clube Atlético Matogrossense était un club brésilien de football basé à Cuiabá dans l'État du Mato Grosso.

## Palmarès
- Championnat du Mato Grosso :
  - Champion : 1946, 1950, 1955, 1956, 1957